# Aleksei Xírov
Aleksei Dmítrievitx Xírov (en letó: Aleksejs Širovs, en rus: Алексей Дмитриевич Широв), nascut el 4 de juliol de 1972 a Riga, Letònia, (llavors República Socialista Soviètica de Letònia), és un jugador d'escacs d'elit letó d'origen rus, nacionalitzat espanyol i durant diversos anys resident a Tarragona. Té el títol de Gran Mestre des de 1990, i és probablement el millor jugador de nacionalitat espanyola de tots els temps. Ha estat campió del món Sub-16, i campió d'Espanya (el 2002 i el 2019). Fou finalista (i per tant, subcampió mundial) en el Campionat del món de la FIDE del 2000. Després de molts anys jugant sota bandera espanyola, a partir de gener de 2012 va passar a representar la federació de Letònia, i posteriorment novament la federació espanyola. En Xírov és també un reputat escriptor d'escacs.
S'ha mantingut durant molts anys en els primers llocs del rànquing mundial, i a la llista d'Elo de la FIDE de l'agost de 2022, hi tenia un Elo de 2697 punts, cosa que en feia el jugador número 2 (en actiu) de l'estat espanyol, i el número 42 (en actiu) del rànquing mundial. El seu màxim Elo va ser de 2755 punts, a la llista de gener de 2008 (posició 9 al rànquing mundial).

## Resultats destacats en competició
El 1988 es proclamà Campió del món Sub-16, a Timişoara. Va participar en el Torneig Interzonal de Manila de 1990, on hi acabà en el lloc 19è amb 7.5/13 punts.
El 1991 guanyà el fort Festival d'escacs de Biel, a Suïssa.
El desembre de 2000 va tenir una actuació molt reeixida al Campionat del món de la FIDE per sistema K.O. jugat a Nova Delhi. Classificat directament per la segona ronda, hi eliminà Alexander Onischuk per 2½ : 1½, a continuació, va eliminar Mikhaïl Gurévitx a la tercera ronda, per 3½ : 2½, a la quarta ronda, Borís Guélfand per 2½ : 1½, i a la cinquena Ievgueni Baréiev, per 2½ : 1½; en semifinals (sisena ronda) va eliminar Aleksandr Grisxuk, per 2½ : 1½, i va esdevenir així finalista. En la final, va perdre contra Viswanathan Anand per 3½ : ½.
El novembre de 2005, va participar en la Copa del món de 2005 a Khanti-Mansisk, un torneig classificatori per al cicle del Campionat del món de 2007, on tingué una actuació regular i fou eliminat en tercera ronda (setzens de final) per Mikhaïl Gurévitx. Aquell mateix any, empatà al primer lloc al Gibtele.com Masters de Gibraltar amb Zahar Efimenko, Kiril Gueorguiev, Levon Aronian i Emil Sutovsky,
L'abril de 2007, guanyà el fortíssim torneig actiu del Festival d'escacs de Cañada de Calatrava, per damunt de Daniel Fridman, Ivan Sokolov, i Borís Guélfand), i superant molts altres jugadors de l'elit mundial. El 2009 va guanyar el torneig d'elit M-Tel Masters amb una gran performance de 2864 punts d'Elo, fent 6½/10 punts, mig punt per damunt de Vesselín Topàlov i de Magnus Carlsen. Entre l'agost i el setembre de 2011 participà en la Copa del món de 2011, a Khanti-Mansisk, un torneig del cicle classificatori pel Campionat del món de 2013, i hi tingué una mala actuació; avançà fins a la segona ronda, quan fou eliminat per Vladímir Potkin (0-2). El febrer de 2012 guanyà, per davant de Normunds Miezis al Memorial Aivars Gipslis de Riga. L'agost de 2013 participà en la Copa del Món de 2013, on tingué una actuació regular, i arribà a la segona ronda, on fou eliminat per Wei Yi ½-1½.
El desembre de 2015 fou 2-10è (segon en el desempat) de l'Al Ain Classic amb 6½ punts de 9 (els campió fou Wang Hao).
El 2017 va guanyar l'Obert Internacional Ciudad de Lorca.
El novembre de 2019 guanyà per segon cop el Campionat d'Espanya, a Marbella. El setembre de 2020 fou quart al Campionat d'Espanya, a Linares (el campió fou David Antón).

### Participació en olimpíades d'escacs
Shirov ha participat, representant Letònia i Espanya, en onze Olimpíades d'escacs entre els anys 1992 i 2014 (sempre com a 1r tauler), amb un resultat de (+53 =50 –18), per un 64,5% de la puntuació. El seu millor resultat el va fer representant Letònia a l'Olimpíada del 2014 en puntuar 7 de 10 (+5 =4 -1), amb el 70,0% de la puntuació, amb una performance de 2800.

## Llibres
Shirov ha escrit dos llibres d'èxit sobre escacs, que són reculls de les seves pròpies partides:
- Shirov, Alexei. Fire on Board: Shirov's Best Games.  Everyman Chess, 1995. ISBN 1-85744-150-8.[32]
- Shirov, Alexei. Fire on Board, Part 2: 1997-2004.  Everyman Chess, 2005. ISBN 1-85744-382-9.